# ایتویی‌گاوا، نیگاتا
ایتویی‌گاوا در استان نیگاتا در کشور ژاپن واقع شده‌است که دارای جمعیت ۴۸٬۶۵۳ نفر و مساحت ۷۴۶٫۲۴ کیلومتر مربع با تراکم جمعیت ۶۵٫۲ نفر در کیلومترمربع است و در تاریخ ۱۹ مارس ۲۰۰۵ به عنوان شهر شناخته شد.